# Espresso Livorno
Die Espresso Livorno war ein 1973 in Dienst gestelltes Fährschiff der italienischen Reederei Trans Tirreno Express. Sie verbrachte ihre gesamte Dienstzeit unter verschiedenen Eignern im Mittelmeer. 1980 erhielt das Schiff den Namen Espresso Grecia, seit 1999 wurde es Grecia unter maltesischer Flagge eingesetzt. 2010 ging die Fähre zum Abbruch ins türkische Aliağa.

## Geschichte
Die Espresso Livorno entstand unter der Baunummer 138 in der Werft der  Cantieri Naval Luigi Orlando in Livorno und lief am 15. Juni 1972 vom Stapel. Nach seiner Ablieferung an die Reederei Trans Tirreno Express wurde das Schiff 1973 auf der Strecke von Livorno nach Olbia in Dienst gestellt. Die Espresso Livorno hatte drei baugleiche, jüngere Schwesterschiffe: Espresso Cagliari (1974), Espresso Venezia (1977) und Espresso Ravenna (1978).
1976 wurde die Espresso Livorno an die Reederei Adriatica di Navigazione verchartert und fortan zwischen Venedig und Istanbul eingesetzt. 1980 ging das Schiff in den Besitz der Tirrenia – Compagnia italiana di navigazione über und erhielt den Namen Espresso Grecia, blieb aber weiter unter Charter für Adriatica im Einsatz und verkehrte nun auf der Brindisi-Patras-Strecke.
Nach 19 Dienstjahren auf derselben Route wurde die Espresso Grecia im November 1999 an die griechische Reederei Halkidon Shipping verkauft und ihr Name in Grecia abgekürzt. Unter der Flagge Maltas stand das Schiff ab 2000 zwischen Triest und Durrës im Einsatz.
Am 4. Oktober 2010 wurde die Grecia nach ihrer Außerdienststellung zunächst nach Piräus und zwei Tage später nach Perama überführt, wo sie ein paar Tage auflag. Anschließend ging das Schiff zum Abbruch ins türkische Aliağa, wo sie bereits kurze Zeit später am 13. Oktober 2010 eintraf.